# Lesendro
Lesendro (v srbské cyrilici Лесендро) je ostrov na Skadarském jezeře, v jeho severní části. Je součástí území Černé Hory. Stejný název nese také opuštěná pevnost, která se na něm nachází.
Svůj název má podle Alexandra Velikého, jehož jméno bylo postupem času zkomoleno a zkráceno na Lesandr.
Ostrov se nachází v blízkosti vesnice Vranjine. Pevnost byla vybudována v roce 1843. Od 50. let, kdy bylo jezero částečně přemostěno železniční tratí Bělehrad-Bar je však již ostrov spojen umělou hrází s pevninou.
Pevnost sloužila za vlády Petra II. Petroviće-Njegoše pro ochranu od případných útoků ze strany Osmanské říše a chránila rybáře, kteří žili v blízkosti jezera. Sám Petar II. nechal pevnost obnovit poté, co skadarský Rašíd-paša obvinil Černohorce ze špionáže a nechal zavraždit 8 jejich obchodníků, kteří do Skadaru přišli.
V roce 1843, jen několik měsíců po svém dokončení, obsadili pevnost osmanští Turci. Využili skutečnosti, že černohorská armáda byla odvolána z hradu pryč, a nestrážila jej. Turečtí správci pevnost rozšířili; zvýšili samotné zdi a dobudovali věže. Petar II. žádal od Osmanské říše dlouhodobě a neúspěšně vydání pevnosti zpět do černohorských rukou. Jeho neúspěch byl zaznamenán i v místním přísloví: Izgore (tuguje) ka’ vladika za Lesendrom (Je smutný jako kníže kvůli Lesendru).
Pevnost byla znovu připojena k Černé Hoře roku 1878. Poté až do první světové války se zde nacházel sklad munice.